# Мелітопольська черешня
Мелітопольська черешня - один з основних і найкращих промислових сортів черешні України. Є товаром географічного зазначення України.

## Опис

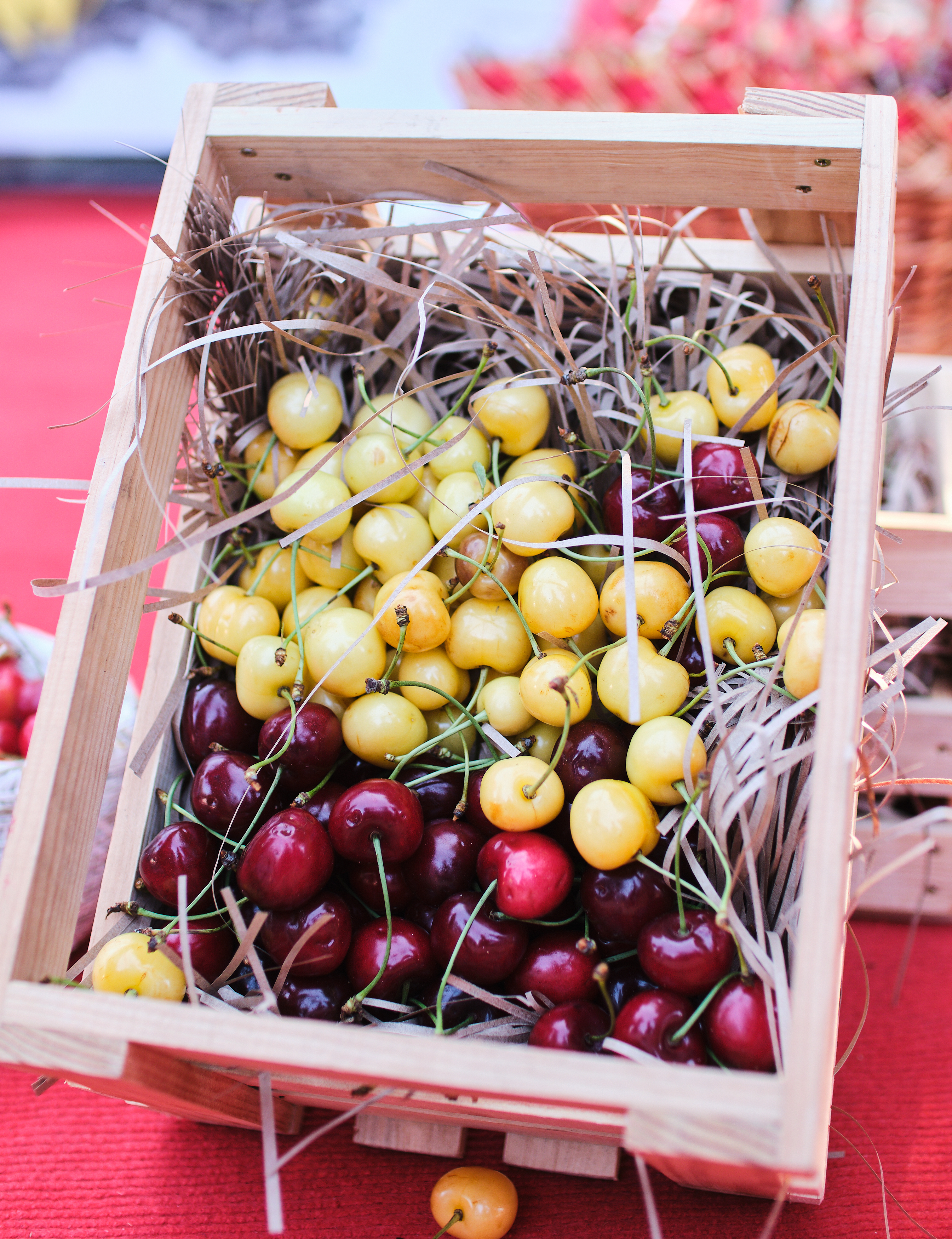

Сорт черешні Мелітопольська вирощують в Запорізькій області на берегах річки Молочна неподалік міста Мелітополь у садівницьких господарствах Мелітопольського, Якимівського, Приазовського районів.  Мелітопольська черешня відрізняється високою, регулярною врожайністю, відмінними ринковими характеристиками плодів. 
У другій половині ХІХ ст. цей сорт черешні був привезено на Мелітопольщину з Європи й почався розвиток садівництва з вирощуванню черешні. Ефективний розвиток був пов'язано з природним умовам території: достатня сонячна енергія  у весняний період, наявність ґрунтів чорноземного типу на алювіальних долинних ділянках, що мають високу водопроникність.
Назва "Мелітопольська черешня" 8 вересня 2020 року була зареєстрована Мінекономіки як товар географічного зазначення й  стала складовою бренду України.